# Сергеј Рахмањинов
Сергеј Васиљевич Рахмањинов (рус. Сергей Васильевич Рахманинов, Семјоново, 2. април 1873 — Беверли Хилс, 28. март 1943) био је руски пијаниста, диригент и композитор.
Рахмањинов, сматран од многих највећим пијанистом читавог XX века, поседовао је легендарне техничке могућности и осећај за ритам - његови дугачки прсти су покривали 13 интервала на клавијатури (распон од 30 центиметара). Као композитор створио је, између осталог, четири клавирска концерта, три симфоније, две клавирске сонате, три опере, 24 прелудија, више хорских дела, рапсодију на тему Паганинија. Већина његових дела је у стилу позног романтизма сродно Чајковском али и под очитим утицајем Шопена и Листа.

## Биографија

### Младост
Рођен је у Семјонову, близу Новгорода у северозападној Русији, у имућној породици. Родитељи су од младог Сергеја очекивали наставак већ уходане војне каријере. Отац му је, наиме, био официр, а мајка генералова кћи, тако да је Сергеју, већ по инерцији, било предвиђено високо место у војној хијерархији. Његови родитељи су били пијанисти аматери, а своје прве часове клавира добио је од своје мајке на њиховом имању у Оњегу. Родитељи ипак нису приметили изузетан таленат који је поседовао млади Сергеј.
Због финансијских потешкоћа, породица се преселила у Санкт Петербург где је Сергеј похађао Конзерваторијум, пре него што је прешао у Москву, где су му учитељи клавира били Николај Зверев и Александар Силоти. Московски живот с прослављеним Зверевом није био лак, јер је стари ментор имао челични карактер, а своју готово војничку дисциплину, је практиковао на својим ученицима.
Већ у својим раним годинама показао је велику вештину и у компоновању. Док је још увек био на студијама, написао је оперу из једног чина - Алеко (за коју је награђен златном медаљом за композицију), свој први концерт за клавир и свој чувени Прелудијум у cis-molu. Рахмањинов је Звереву поверио своју жељу да компонује више, тражећи посебну собу где би могао да компонује у миру и тишини, али је Зверев видећи у њему само пијанисту, прекинуо своје везе са њим. Тишина на релацији Рахмањинов-Зверев је трајала пуне три године. Међутим, након великог успеха Алека, Зверев га је прихватио као пијанисту и композитора. Прва озбиљнија дела за клавир је компоновао и извео као ученик код Зверева док је имао тринаест година. Године 1892, са деветнаест година, завршио је свој Концерт за клавир бр. 1 (Оп. 1, 1891) који је прерадио 1917.

### Почетне препреке
Рахмањиновљева Симфонија бр. 1 (Оп. 13, 1896) имала је своју премијеру 27. марта 1897. године, али је била уништена критикама. Овај очајан пријем свог дела, заједно са стресом који је изазвало противљење Цркве његовој женидби са својом рођаком Наталијом Сатином, довела је Рахмањинова до нервног слома.
Током наредних година веома мало је стварао, све док није кренуо на часове аутосугестивне терапије које је држао психолог Николај Дал. Убрзо је повратио своје самопоуздање и створио дело које је посветио Др. Далу - „Концерт за клавир бр. 2“ (Оп. 18, 1900-01), мелодију која једноставно оставља без даха. Дело је веома добро примљено на премијери на којој је Рахмањинов био солиста и до данас је остало као једно од његових најпопуларнијих композиција.
После година прогањања, коначно му је, 1902. дозвољено да се ожени Наталијом, а њиховом браку који је трајао до композиторове смрти, добили су двоје деце. После неколико успешних наступа у својству диригента, 1904. године му је понуђен посао диригента у Бољшој театру, који је због политичких разлога морао да напусти две године касније. Затим се, 1908. преселио у Италију, а касније и у Немачку, чекајући да се политичка ситуација у Русији нормализује. У то време је написао и своју бравуру - Концерт за клавир бр. 3 (Оп. 30, 1909), путовао је доста по свету и дириговао у бројним респектабилним театарским кућама.

### Емиграција у САД
Своју прву турнеју у Сједињеним Америчким Државама, као пијаниста, је имао током 1909. године, а ова веома успешна турнеја га је учинила популарном личношћу у Америци.
Након Октобарске револуције из 1917, која је значила крај старе Русије, Рахмањинов је, попут многих других руских уметника, заједно са својом породицом заувек напустио своју отаџбину.
Емиграцијом у Америку 1918. године, започео је нови период његовог живота и стварања, у коме је композиторска активност остала, нажалост, тек у другом плану, делом због тога што је морао држати велики број концерата како би издржавао породицу, а делом и због носталгије за родним крајем. Пад у стваралаштву Рахмањинова је био значајан. Између 1892. и 1917. (за време живота у Русији) написао је 39 композиција, док је у периоду између 1918. и његове смрти 1943, живећи у САД, завршио само 6 дела.
Како су године пролазиле, био је све више меланхоличнији и свеснији чињенице да се више никада неће вратити у своју вољену отаџбину. Многи који су га познавали, касније су га описивали као најтужнијег човека кога су икада знали. Упркос томе, његова „Рапсодија на тему Паганинија“, данас једно од његових најпознатијих дела, је написано у то доба (1934) у Швајцарској.
Рахмањинов и његова жена постали су амерички држављани 1. фебруара, 1943. Његов последњи концерт који је одржан 17. фебруара, 1943. на Универзитету у Тенесију, пророчки је садржао Шопенову сонату у којој је чувени посмртни марш.

### Смрт
Рахмањинов се осећао болесно на концертној тури позне 1942. године. Откривен му је меланом. Његова породица је била обавештена али он није. Сергеј и његова жена су постали амерички држављани 1. фебруара 1943. године. Програм последњег концерта, одржаног 17. фебруара 1943. у гимназији Алумни на универзитету Тенеси у Кноксвилу, укључивао је Сонату за клавир бр. 2 Шопена, чији је трећи став познати посмртни марш (Marche funèbre). Након концерта осећао се толико лоше да је морао да се врати у своју кућу у Лос Анђелесу.
Рахмањинов је умро од меланома 28. марта 1943. године на Беверли Хилсу у Калифорнији, четири дана пре свог 70. рођендана. На сахрани, хор је певао Свеноћно бденије (оп. 37). Рахмањинов је желео да буде сахрањен на његовом имању у Швајцарској, али због Другог светског рата то је практично било немогуће. Сахрањен је 1. јуна на гробљу Кенциско у Њујорку.

## Дела
Поред бројних клавирских комада и камерне музике писане за клавир, бројних симфонијских дела, све до оперских и духовних, пажњу посебно заслужују и често се у свету и интегрално изводе - његова четири клавирска концерта и једна концертна рапсодија на Паганинијеву тему за клавир и оркестар. Ова је дела Рахмањинов стварао практично током целог свог стваралачког века.
Концерт за клавир и оркестар бр. 2 у c - molu (Оп. 18, 1901), свакако је најпопуларније мајсторово дело у овом музичком роду. На концертима у свету, најчешће се изводи. Компонован је у најлепшем периоду Рахмањиновљевога живота и рада и обилује богатством музичких идеја, за које је карактеристично да се крећу, такорећи медитирају око једне мелодијске основе, често и око једне основне ноте. Овакав медитативан начин музичког стварања, посебно ће карактерисати три касније мајсторове опсежне, једносатне симфоније. Три става Концерта (Moderato, Adagio sostenuto, Allegro scherzando) образују целину трајања 34 минута.
“Шест музичких тренутака” (Оп. 16, 1896), својеврсну свиту контрастних карактерних студија у којима до пунога изражаја долази ауторова непресушна мелодијска и хармонијска инвенција, Рахмањинов је компоновао 1896. у 23. години. Овај мајсторски циклус написан је у раздобљу између настанка Прве симфоније у d-molu (1895) и њене неславно пропале премијере одржане под диригентским вођством Александра Глазунова (Санкт Петербург, 1897), која је младог композитора гурнула у дубоку стваралачку кризу.
Премда својим жанровски одређеним називом ова прелепа Рахмањиновљева клавирска партитура призива у сећање истоветно насловљен циклус Франца Шуберта (Moments musicaux, D. 780), оно што је заједничко тим двема партитурама једино је њихова номинална истоветност. 
За разлику од Шуберта, овде су посреди разноликије и снажније контрастне композиције са много високих техничких захтева. Разноврсност тонске топлине у овом изванредном циклусу сеже од широко развијеног интимизма, готово ноктурално заснованог трећег дела (Andante cantabile у h-molu) све до засићене тонске бујице четвртог дела (Presto у е-molu), који је драматски напет, олујни угођај, с брзим пасажима најпре у десној а затим у обе руке. Тему која изражајно постаје све снажнијом карактерише пунктиран узмах пре свакога скока. Незаустављив пораст слога логично доводи до завршне експлозије.
У овом циклусу више нема баш ни једног момента салонске музике, чиме су - понекад биле оптерећене његове композиције. Настављајући, на њему посебно драгоценим композиторским искуствима Шумана и Шопена, млади Рахмањинов управо у овој партитури на инвентиван и особен начин битно продубљује изражајност своје клавирске музике, која ће кроз само неколико година достигнути врхунац у мајсторским циклусима „Десет прелудија“ (Оп. 23, 1901-1903) и „Тринаест прелудија“ (Оп. 32, 1910).
У сваком, од ова два циклуса (Оп.23 и Оп. 32.), се нижу, по начелу контраста, поређане лирске и драмске ситуације, технички или музикално захтевнији доживљаји, који на неки чудан начин ипак сви произлазе из сличног мелодијско-хармонијског језгра. Четврти прелудијум из Оп. 23, у d-duru (Andante cantabile) је лагана, мелодиозна медитација са занимљивим вишегласним контрапунктом у десној руци. Унутар хармонијског ткива притом долази до непрестаног замућивања и бистрења основног тоналитета. Седми прелудијум (такође из Оп.23), у c-molu (Allegro) упорно је тонско таласање из којег поступно избијају мелодијски обриси. У структуралном погледу то је пандан Равеловом звучном свету.
Написао је „три симфоније“ од којих се Прва симфонија у d-molu (Оп. 13, 1895) која је доживела велики неуспех на својој премијери, данас сматра његовом најбољом. Препуна је младалачког ентузијазма, узвишених мелодија, показује почетак његове опсесије руским православним песмама, мотивско коришћење звона. Друга симфонија у е-molu (Оп.27, 1908) и Трећа симфонија (Оп. 44, 1937) су биле много популарније. Његова Друга симфонија се састоји од четири става (Largo - Allegro moderato, Allegro molto, Adagio, Allegro vivace) која су прожета драматичним секвенцама које се идентификују са руском симфонијском традицијом, заснованом од његових романтичарских претходника, који наглашавају мотив и непрекидни, прелепи ток мелодије.
Рахмањинов је написао два велика хорска дела : „Литургија Св. Јована Златоустог“ (Оп. 31, 1910) дело симфонијских пропорција које је написао за мање од три недеље и „Свеноћно бдење“ (Оп. 37, 1915), које је веома добро прихваћено од стране публике и критике, а самом Рахмањинову је то било једно од своја два омиљена дела. Његово друго омиљено дело јесу „Звона“ (Оп. 35), дело писано за хор и оркестар, засновано на истоименој поеми Едгара Алана Поа.
Његова камерна музика обухвата „Елегични трио“ (Оп. 9, 1893), клавирски трио написан у сећање на Чајковског и састоји се из три става (Moderato, Quasi variazione, Allegro risoluto). Такође, добро је позната и „Соната за чело и клавир“ (Оп. 19, 1901), коју је посветио свом пријатељу, врсном виолончелисти Брандукову и које открива његово необично детаљно знање о експресивним квалитетима виолончела, али и клавира; јер се клавир у већини тактова не понаша као подређени, већ каткад и доминантни партнер.
Мада Рахмањинов није првенствено познат као оперски композитор (написао је свега три опере), ипак се сви слажу да је у партитурама његових опера постигао један завидни врхунац. Нарочито то важи за Алеко коју је волео Чајковски и најчешће је, због структуралних сличности упоређивао с Леонкаваловом Кавалеријом рустиканом. Рахмањинов је за тему узео поему Александра Пушкина Цигани. Алеко, младић који на страстан и уверљив начин показује жељу за једним неспутаним животом и слободном љубављу, страдаће када тим начелима придружи горљиву посесивност. Али, Рахмањинов ће га и тада сликати с великим симпатијама, дајући у Алеку по први пут велики замах свом мелодијском стилу и сјајно оркестриравши ову „једночинку“.
Овај колосални пијаниста најрадије је свирао музику Фредерика Шопена, Франца Листа и Роберта Шумана, а с изузетком Другог клавирског концерта сасвим ретко је изводио своја дела. Увек је говорио да су му своје композиције превише дуге; често их је скраћивао па је шта-више и другим пијанистима говорио да учине исто.